# Eucynortoides antillarum
Eucynortoides antillarum is een hooiwagen uit de familie Cosmetidae.